# Schrankenberggasse
Die Schrankenberggasse befindet sich im 10. Wiener Gemeindebezirk Favoriten. Sie wurde um 1874 oder 1875 nach einem alten Flurnamen benannt.

## Lage und Charakteristik
Die Schrankenberggasse liegt am nördlichen Hang des Laaer Berges und verläuft parallel zur Absberggasse von der Quellenstraße im Norden ansteigend bis zur Laaer-Berg-Straße im Süden. Sie wird teilweise als Einbahnstraße geführt, ist aber in ihrem südlichen Abschnitt ab dem Preyer'schen Kinderspital ein Fußgeherweg, der von dort zwischen dem Spital und einer ausgedehnten städtischen Wohnhausanlage bis zur Laaer-Berg-Straße führt. Auf der Straße fahren keine öffentlichen Verkehrsmittel. Die Verbauung der Schrankenberggasse besteht großteils aus Wohnhäusern, daneben auch aus einem großen Bankengebäude, einer Schule und dem Kinderspital.

## Verbauung

### Nr. 9 Kleinwohnungsanlage
Das westlichste der vier Häuser der „Kleinwohnungsanlage“ Buchengasse 7–9 ist der Schrankenberggasse mit seiner Breitseite zugewandt. Die Anlage wurde 1912 von Leopold Ramsauer und Otto Richter  erbaut und gilt als eine Vorläuferin des sozialen Wohnbaus. Sie ist mit dem Arbeitercottage (nächster Abschnitt) von der Stadt Wien zur baulichen Schutzzone Arbeitercottage-Kiesewettergasse zusammengefasst.

### Nr. 17 Arbeiterwohnhäuser
1886/87 wurden von Josef Unger hier zwischen Absberggasse, Schrankenberggasse und Puchsbaumgasse Arbeiter-Einfamilienhäuser errichtet, die für Wien ungewöhnlich und in dieser Form auch einzigartig sind. Nach englischen Vorbildern wurden kleine zweigeschoßige Einfamilienhäuschen mit Gärten und Vorgärten errichtet, die entlang der Straßen in Randverbauung verwirklicht wurden. Sie besitzen Dachgiebel und sind in Sichtziegelbauweise errichtet, wobei die Obergeschoße teilweise verputzt sind. Besonders die Häuser an der Absberggasse sind gut erhalten, während die übrigen inzwischen verändert wurden.

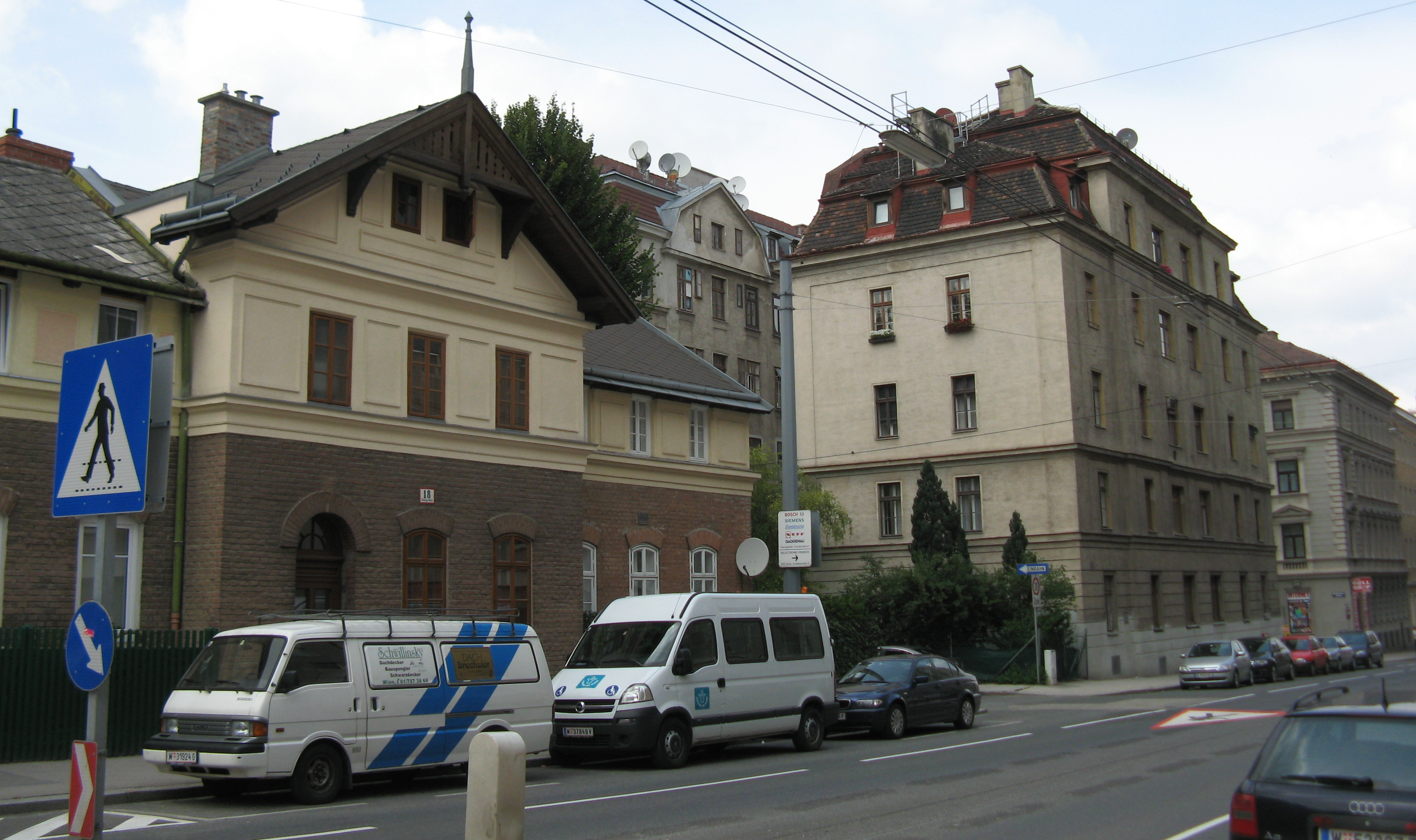
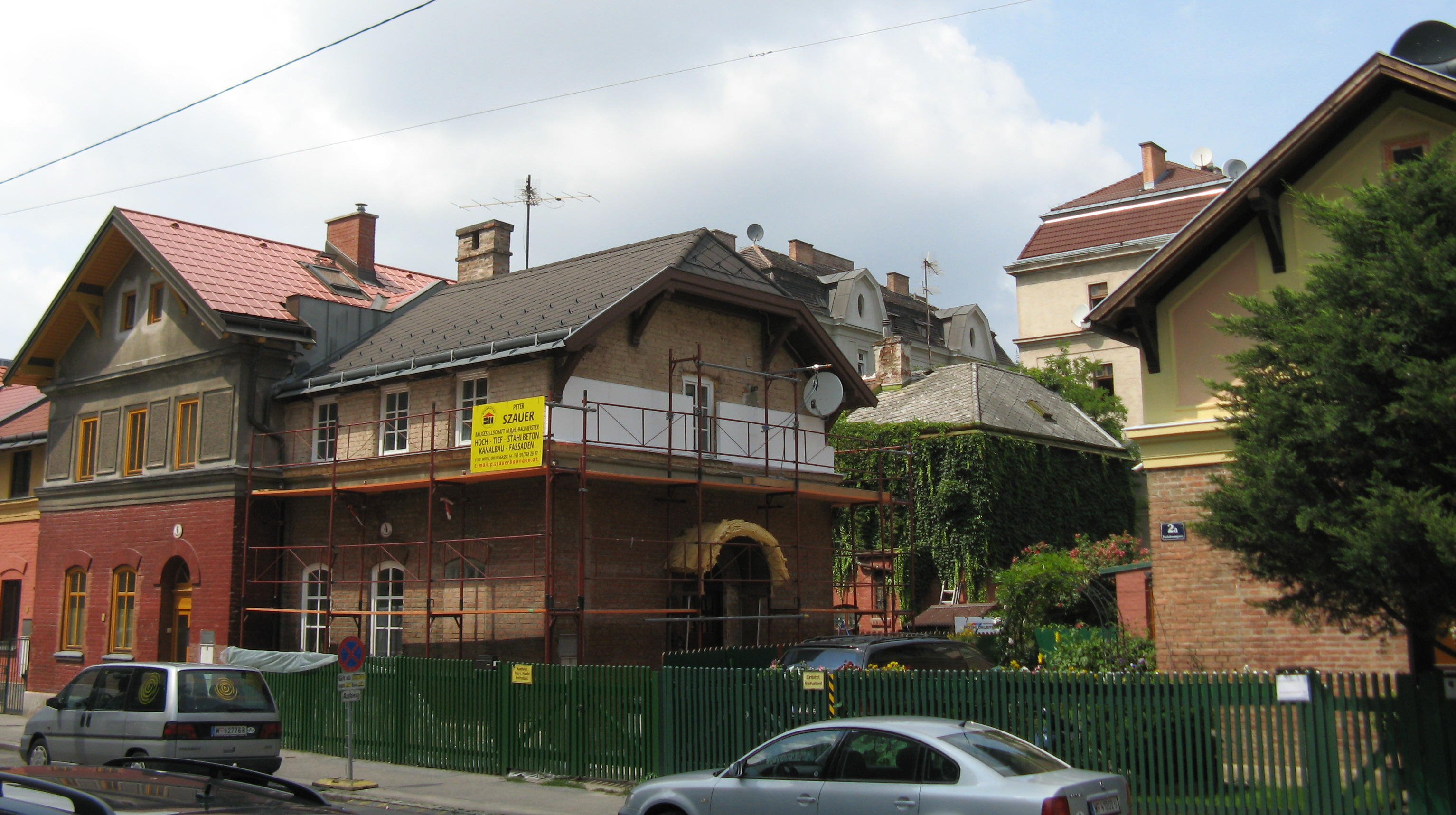
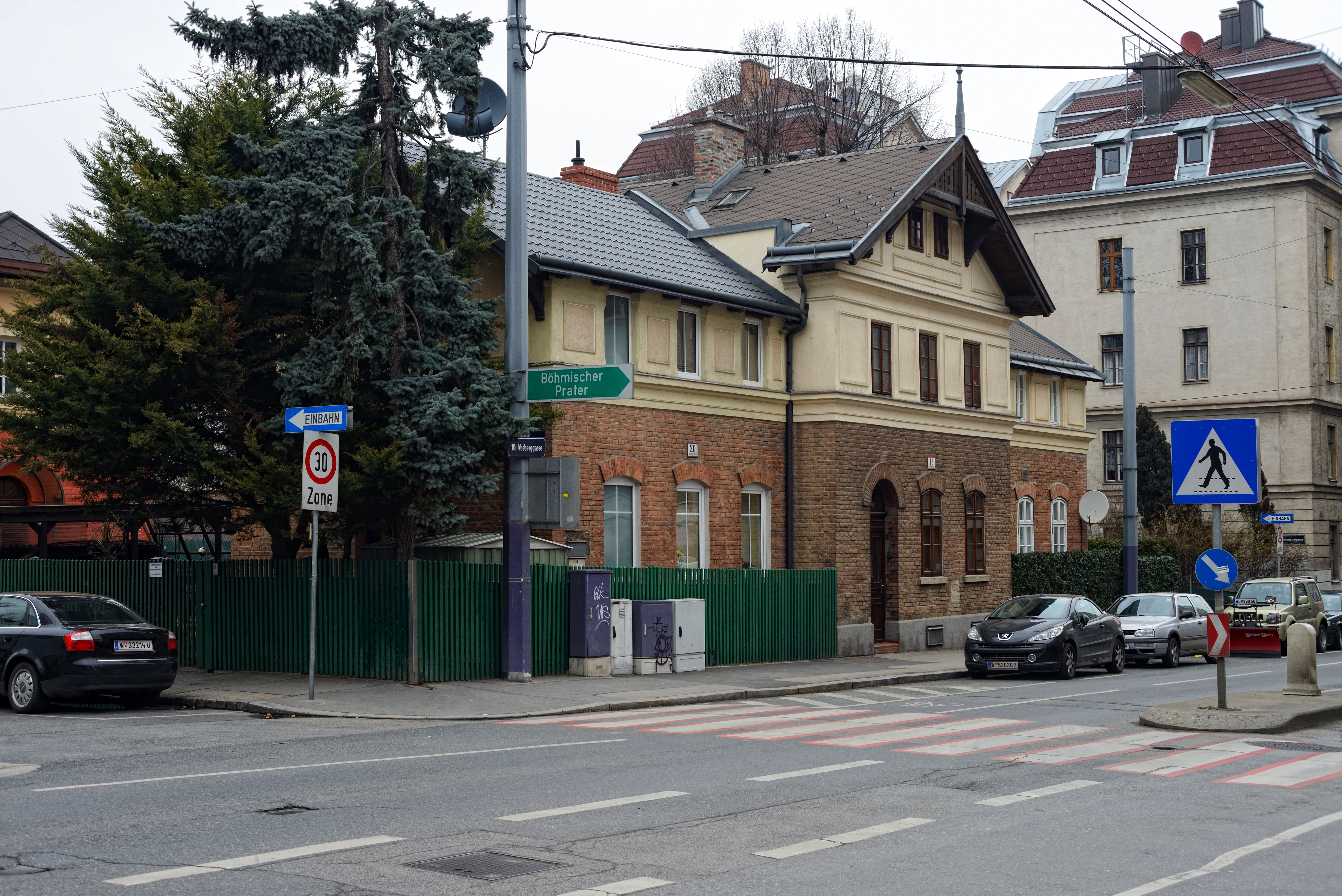
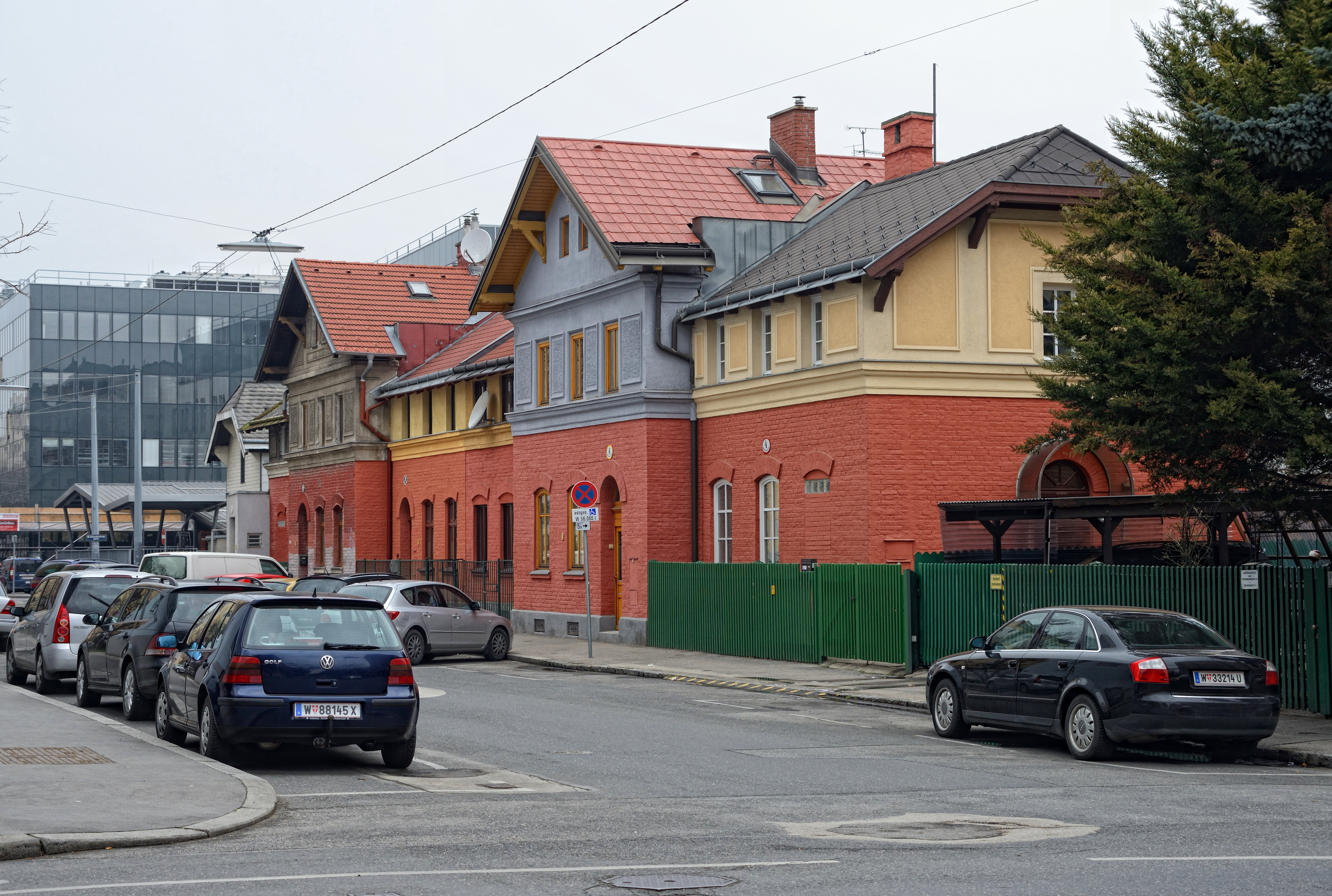
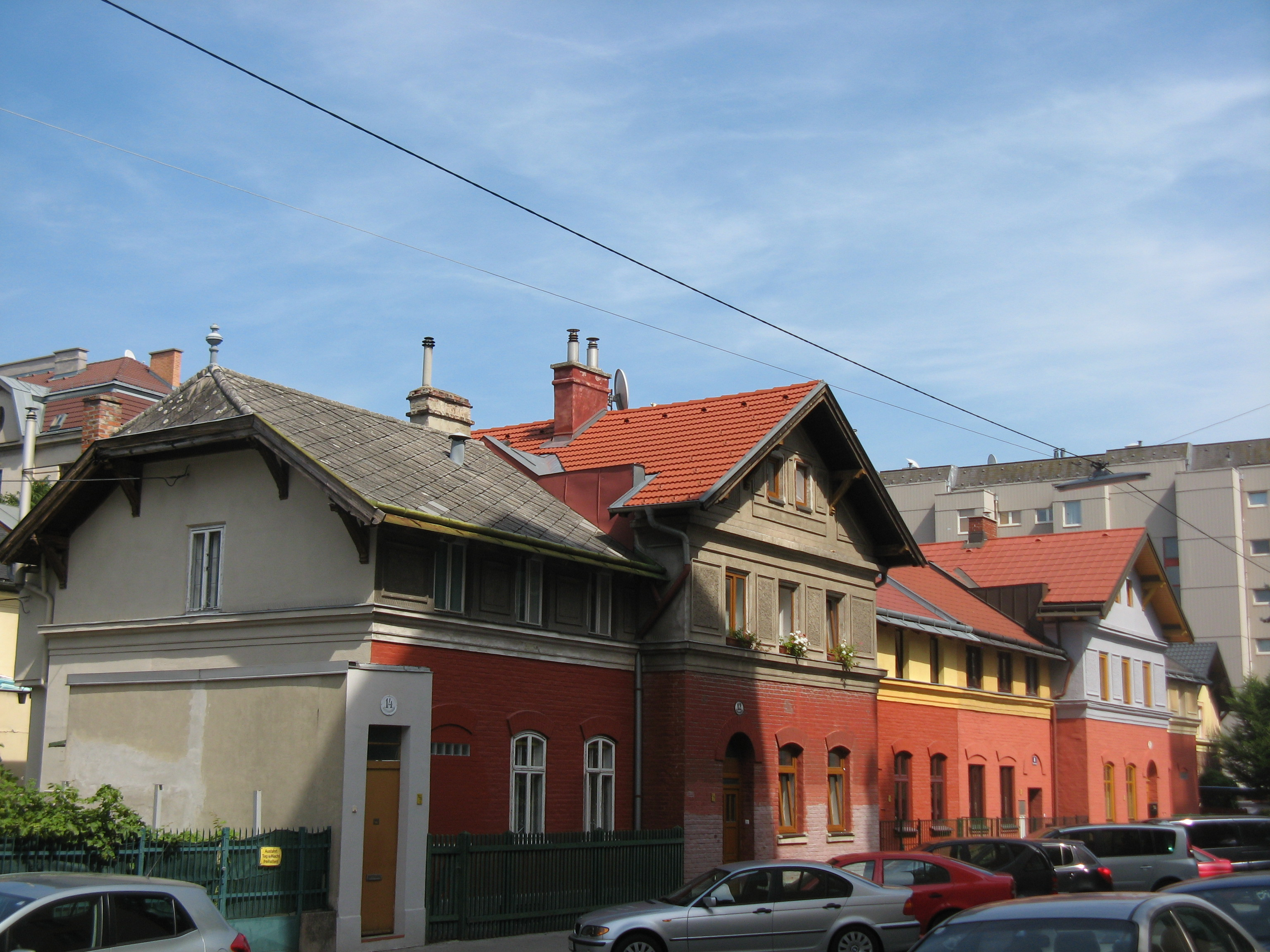

### Nr. 18, 20 Wohnhäuser
Die beiden Wohnhäuser wurden 1983 bis 1986 vom bekannten luxemburgischen Architekten Rob Krier erbaut.

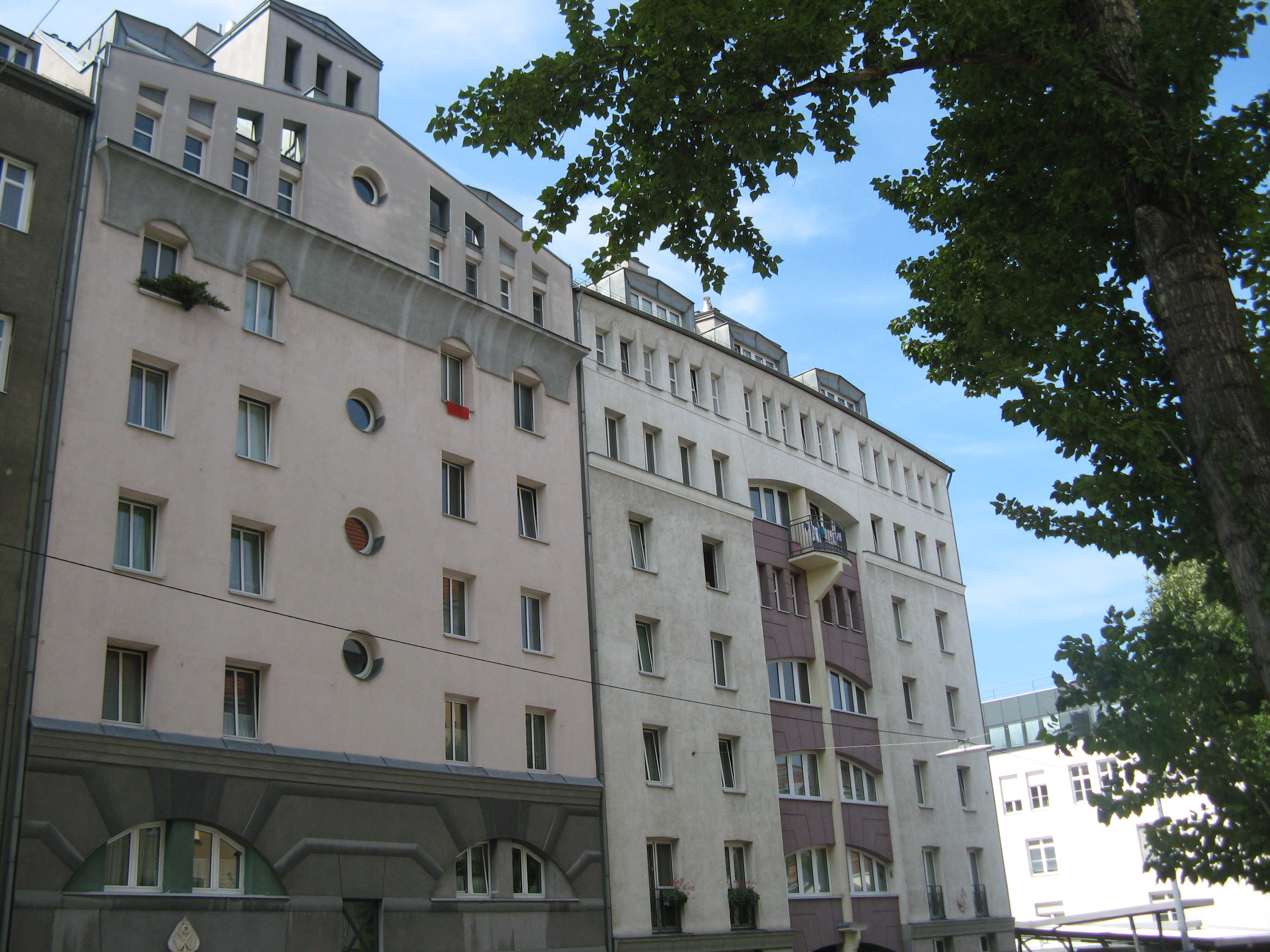
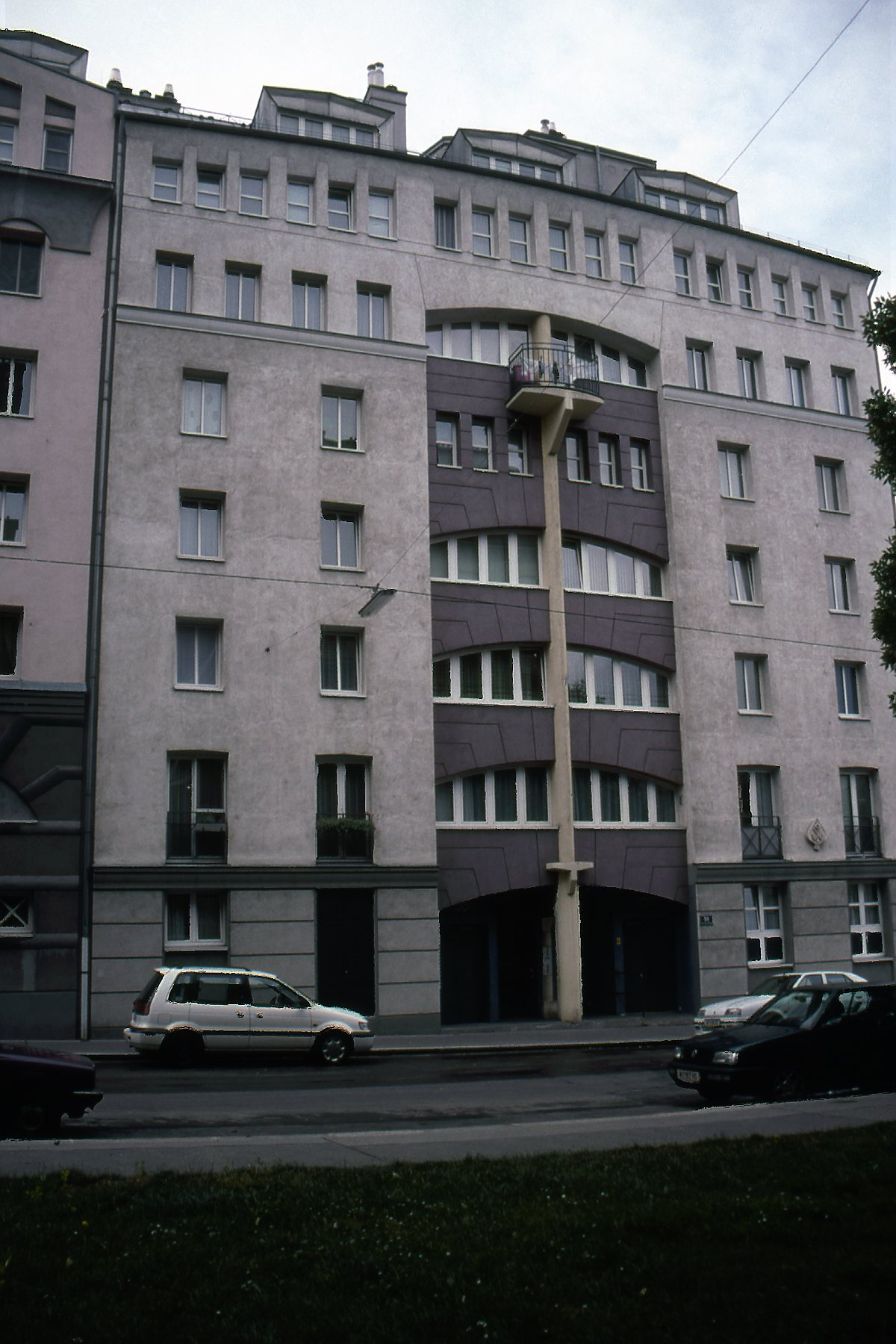
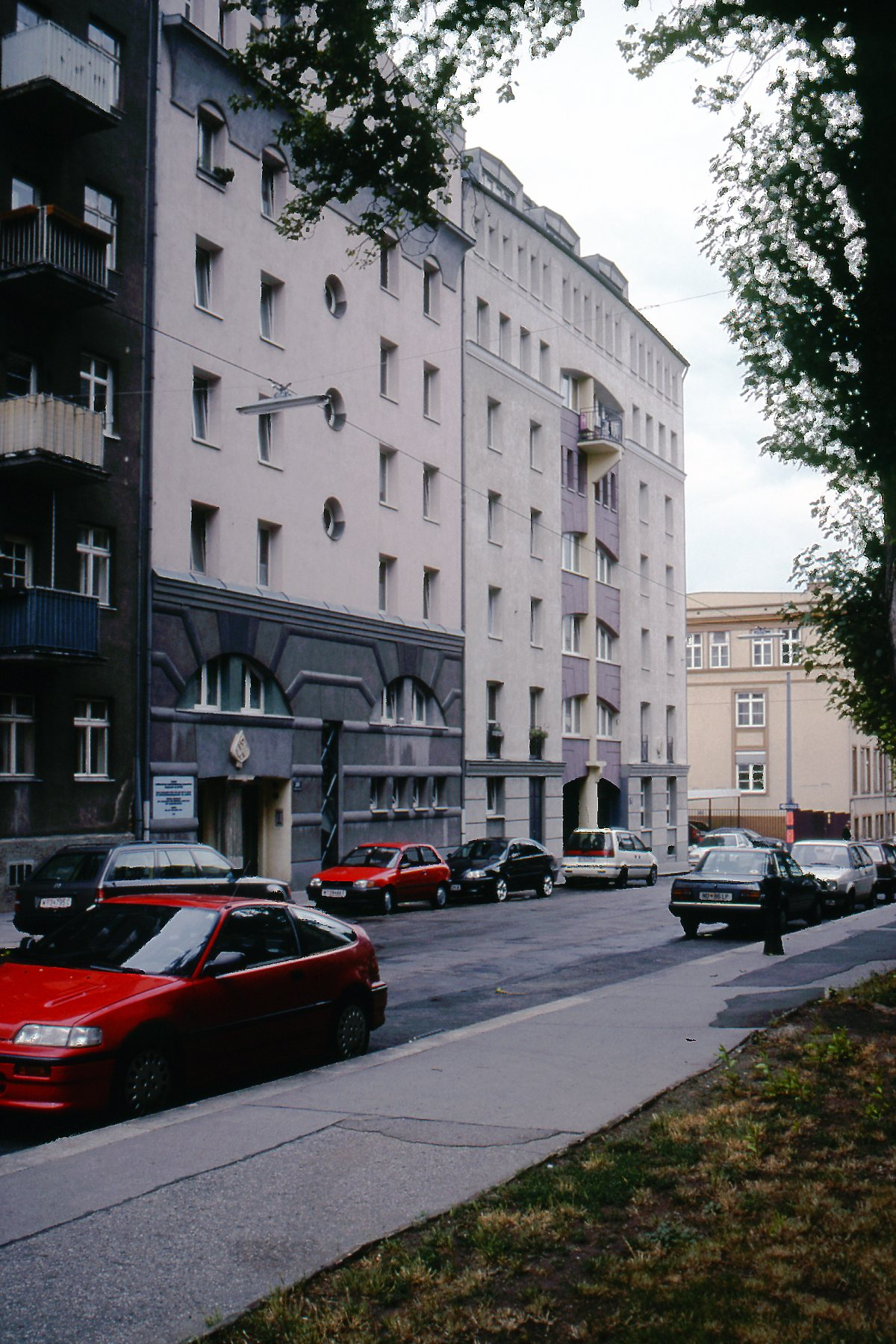
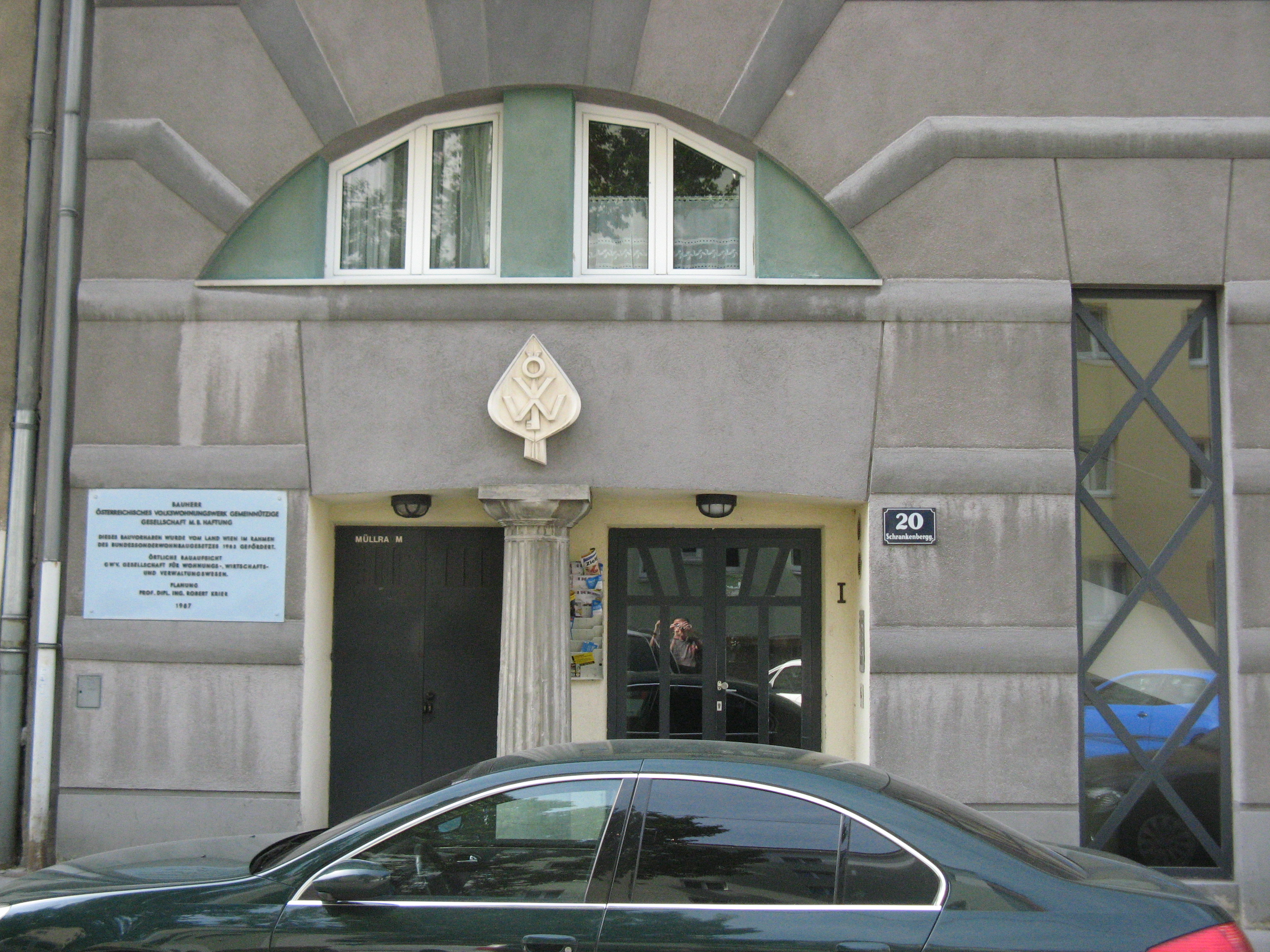
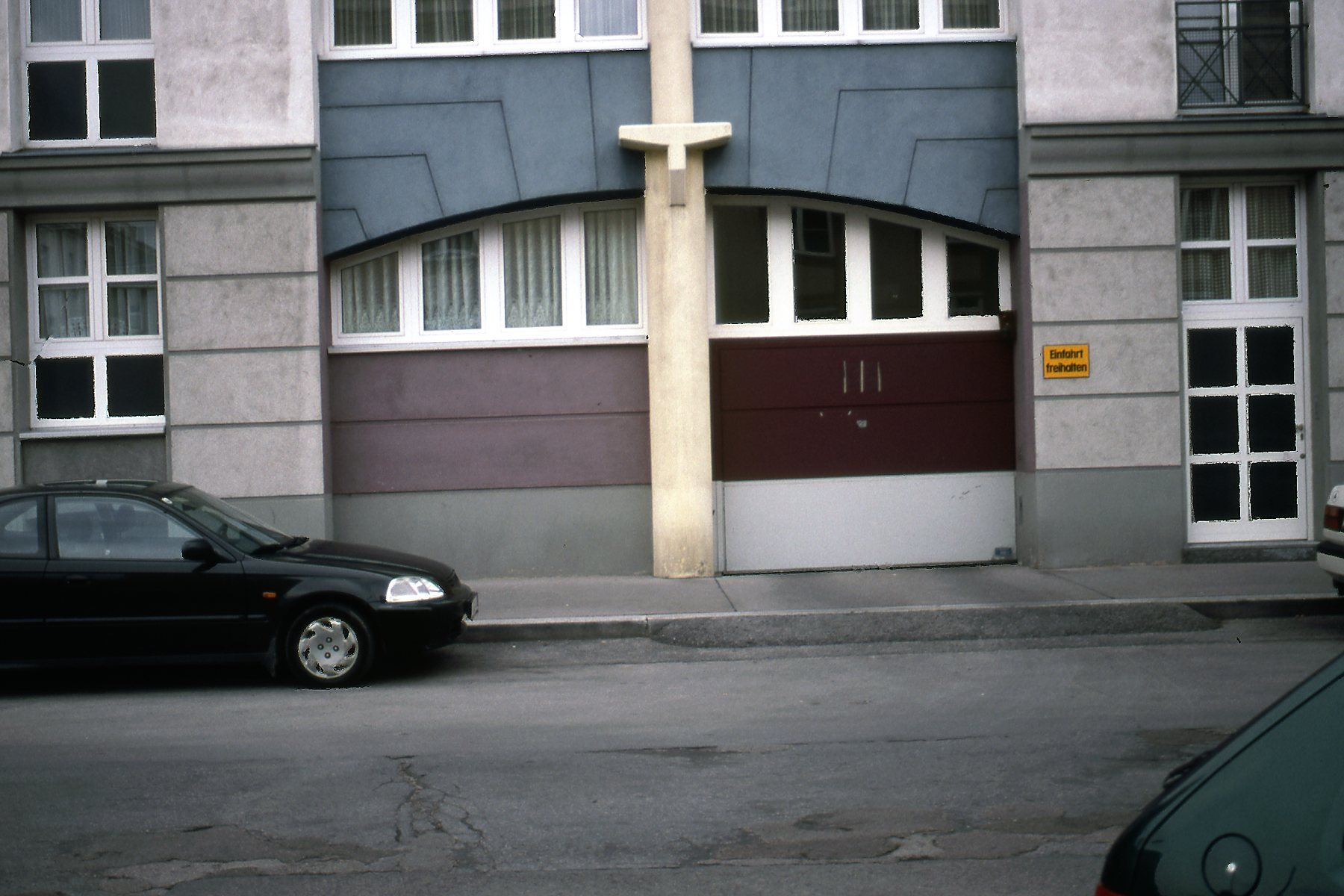

### Nr. 21–23 Städtische Wohnhausanlage
Die städtische Wohnhausanlage aus den Jahren 1955–1956 wurde von den Architekten Othmar Augustin, Fred Freyler, Willy Grunert und Erich Lamprecht entworfen. Dabei handelt es sich um zwei langgestreckte siebengeschoßige Riegelbauten. In der Grünanlage dazwischen steht ein Brunnen mit der Natursteinplastik Zwei Pferde. Mutter und Kind von Walter Lackner aus der Bauzeit. Die Anlage befindet sich an der Puchsbaumgasse 5–7 zwischen Absberggasse, Kudlichgasse und Schrankenberggasse.

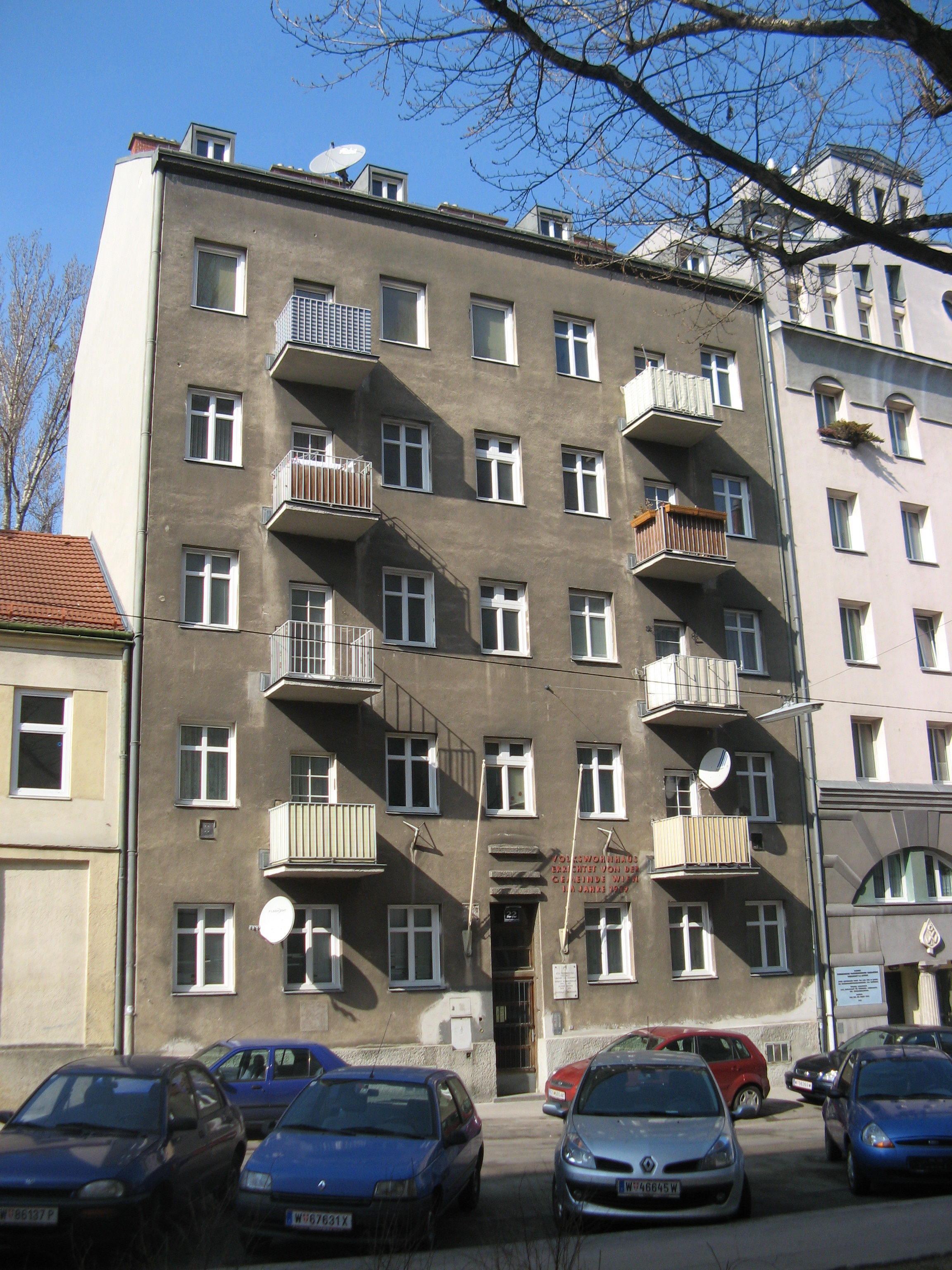
Wohnhaus Schrankenberggasse 22 (1929) von Josef Berger

### Nr. 22 Städtisches Wohnhaus
Der schlichte Bau von Josef Berger aus dem Jahr 1929 bietet Platz für 13 Wohnungen. Bei der Gestaltung wurde auf jeglichen Dekor an der Fassade verzichtet. Das fünfgeschoßige schmale Gebäude ist durch seinen funktionalistischen Charakter gekennzeichnet. Eine Gedenktafel am Haus erinnert an zwei hingerichtete Widerstandskämpfer.

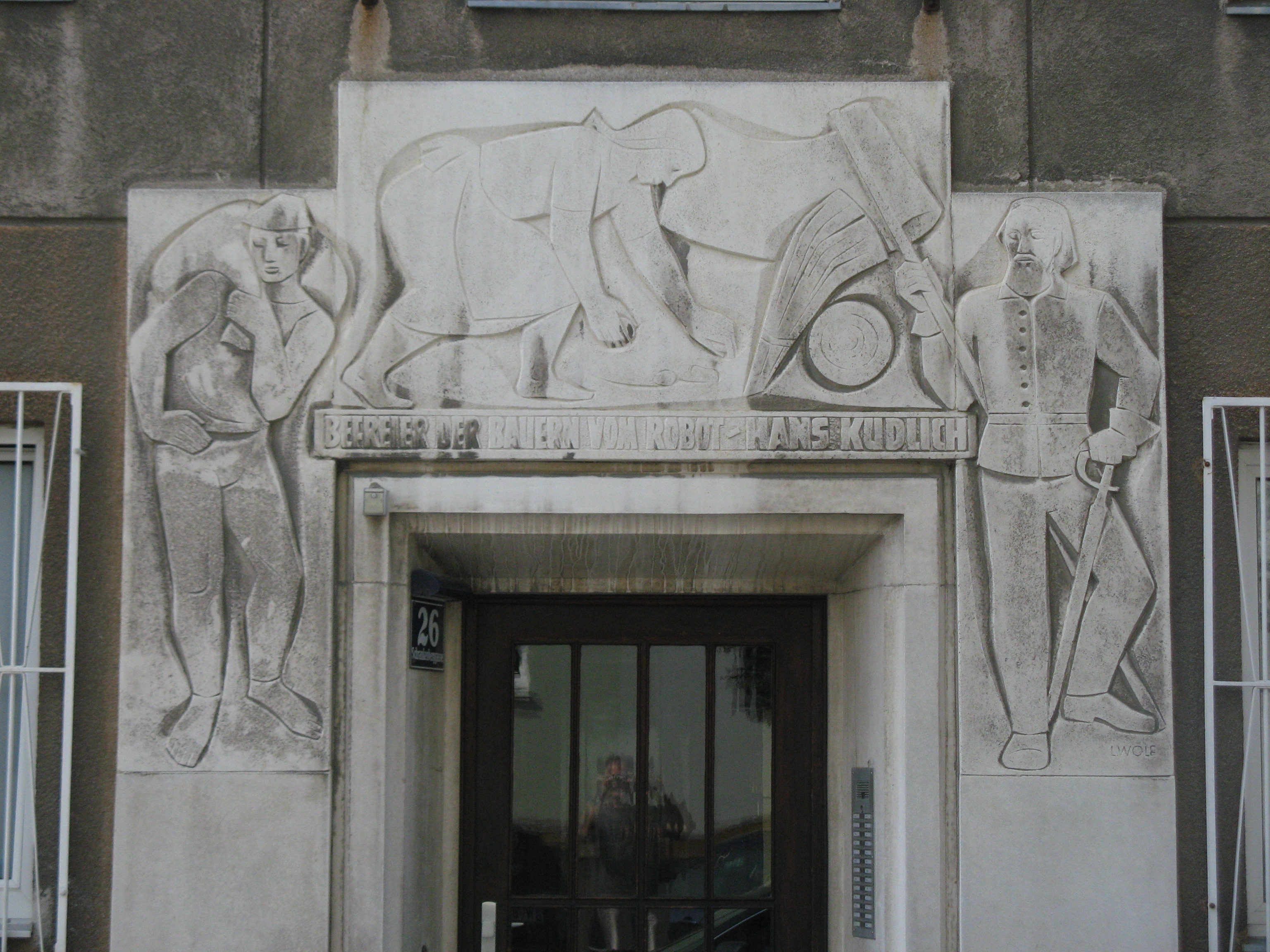
Relief hans Kudlich

### Nr. 26 Relief
An dem 1954–1955 erbauten Wohnhaus Ecke Kudlichgasse befindet sich rund um das Eingangstor ein mit L. Wolf signiertes Relief Befreier der Bauern vom Robot – Hans Kudlich, das an den als Bauernbefreier bekannt gewordenen Politiker Hans Kudlich erinnert.

### Nr. 29 Städtische Wohnhausanlage
In den Jahren 1960 bis 1961 errichtete Ferdinand Riedl diese städtische Wohnhausanlage für 54 Wohnungen. Der Riegelbau zwischen Feuchterslebengasse und Kudlichgasse besitzt sechs Geschoße und drei Stiegen. Die Fassade ist durch unterschiedlich große Fenster und Balkone strukturiert. An den Stiegenhauszugängen befinden sich Betonreliefs mit Glas von Anton Krejcar, Fritz Riedl und Johannes Winkler aus der Bauzeit.

### Nr. 31 Preyer'sches Kinderspital
Das Spital wurde von dem Musiker Gottfried von Preyer, der sich im Laufe seines Lebens ein enormes Vermögen erspart hatte, gestiftet und in den Jahren 1905 bis 1908 erbaut. Danach fehlte aber das Geld für die Inneneinrichtung, so dass die Gemeinde 1914 beschloss, dafür aufzukommen. Bedingt durch den Ersten Weltkrieg wurde das Spital gleich nach der Fertigstellung von der Militärverwaltung beschlagnahmt und als Verwundetenspital genützt. Erst nach dem Kriege konnte es daher widmungsgemäß kranken Kindern zur Verfügung stehen. Es wurde in den ersten Jahren seines Bestehens von Ordensschwestern und einer Stiftung unter Leitung des Wiener Erzbischofs geführt. Zwischen 1939 und 1945 und dann wieder ab 1955 stand das Spital unter Verwaltung der Stadt Wien. Seither wurde es mehrmals aus- und umgebaut. In den Jahren 1976 bis 1978 wurde auf dem Gelände des Preyer'schen Kinderspitals, das sich zwischen Schrankenberggasse und Absberggasse erstreckte, ein Schwesternheim erbaut. Die kranken Kinder werden durch die Wiener Heilstättenschule betreut. Trotz angespannter Raumsituation bestand auch die Möglichkeit für Eltern und Geschwister bei den kleinen Patienten im Spital zu bleiben. Daher lag die Bettenanzahl bei lediglich 82 Betten.
An einer der Wände des Gebäudes befand sich ein großformatiges keramisches Mosaikbild Schutzmantelmadonna aus dem Jahre 1958 von Hedwig Wagner.
Das Gebäude wurde 2017 abgerissen und 2018/19 durch eine Wohnhausanlage ersetzt, die Leistungen wurden in die Klinik Favoriten transferiert. 

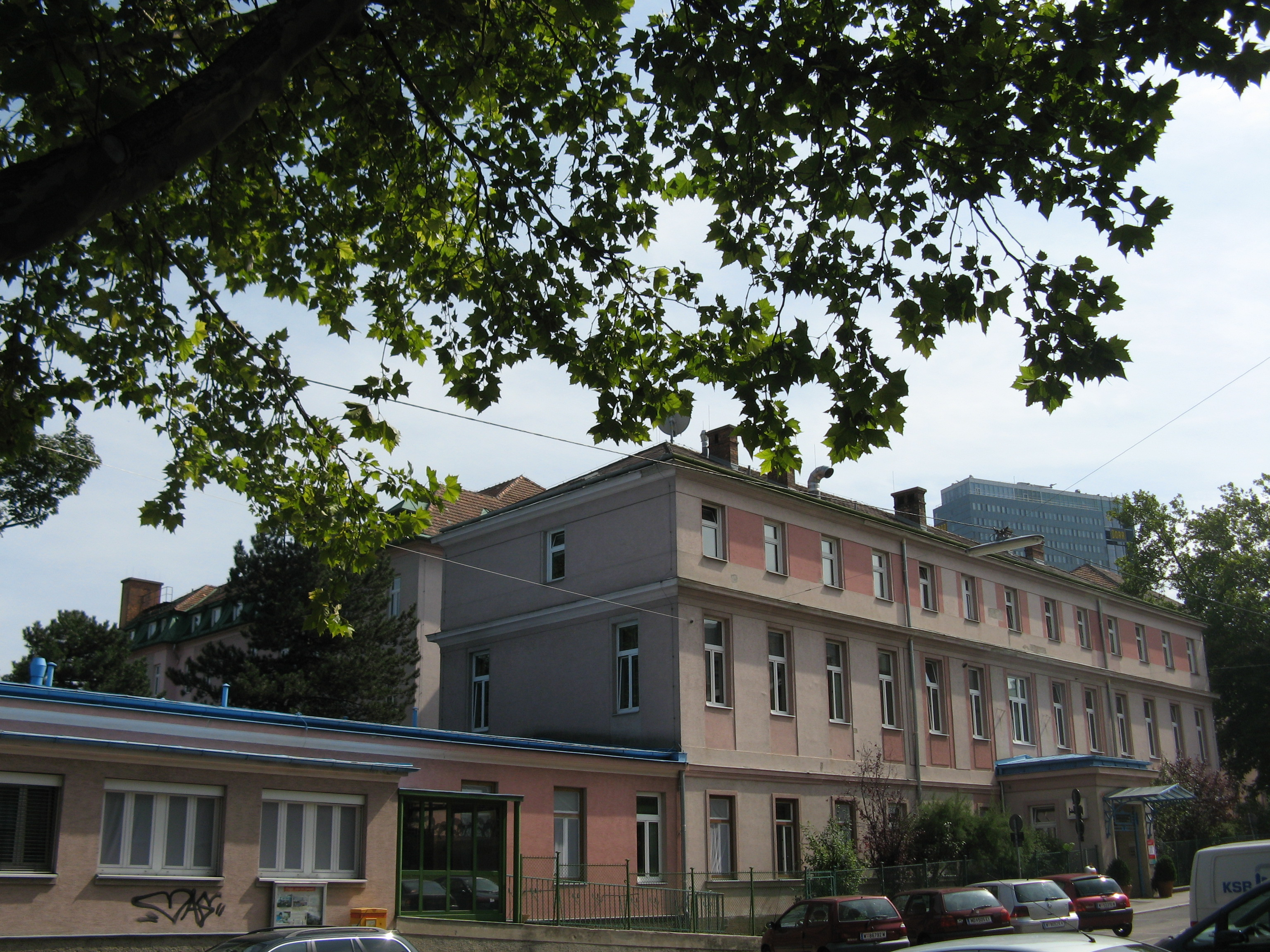
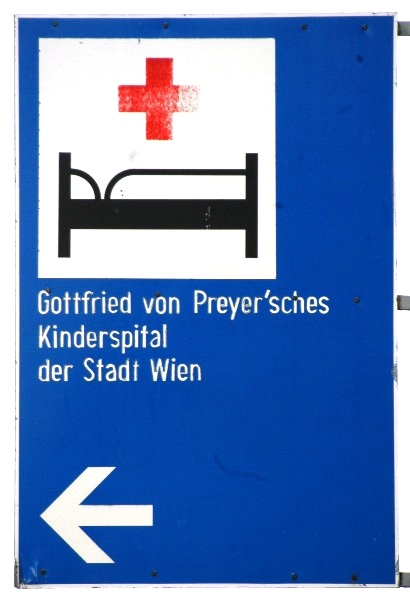
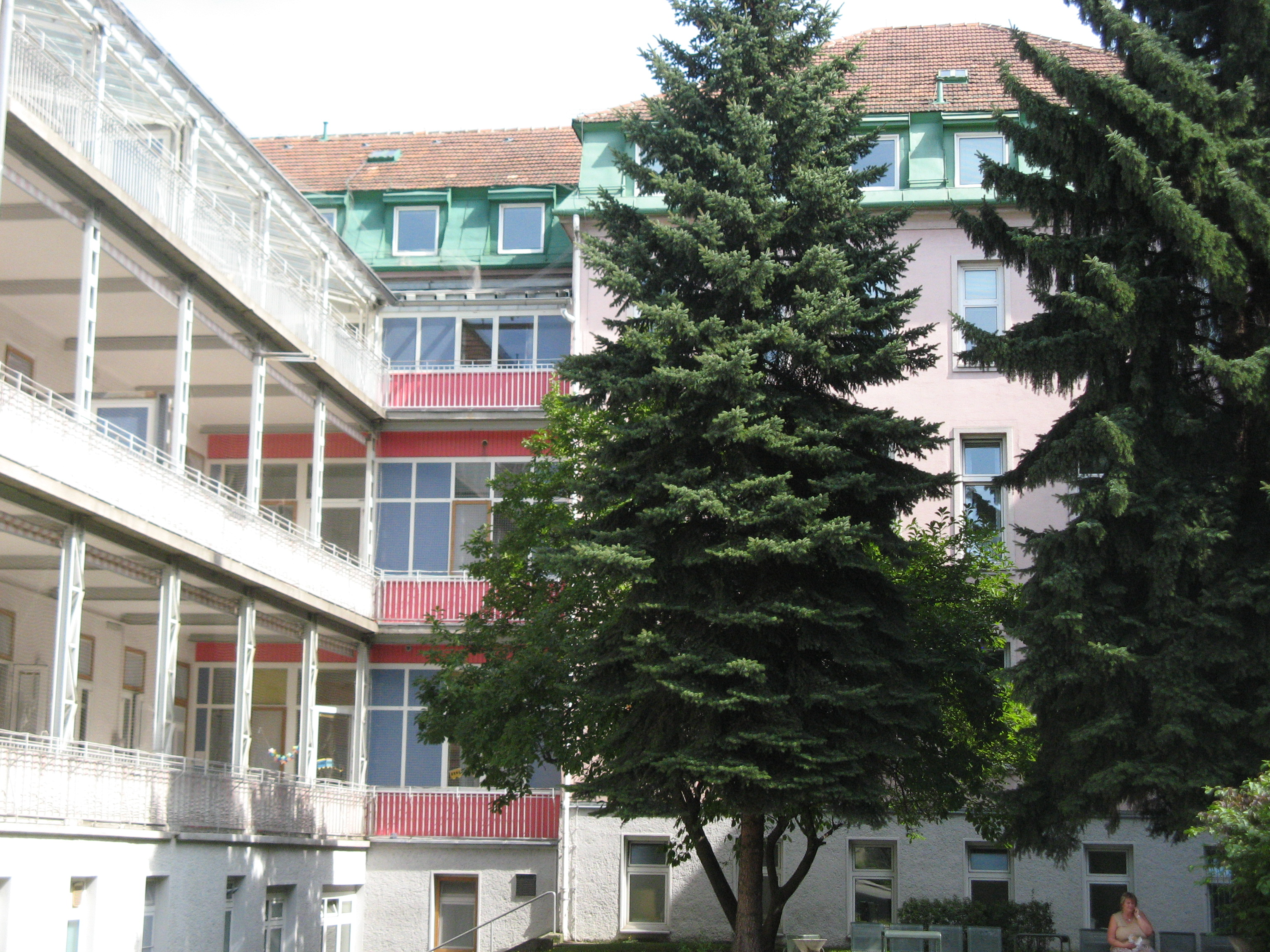
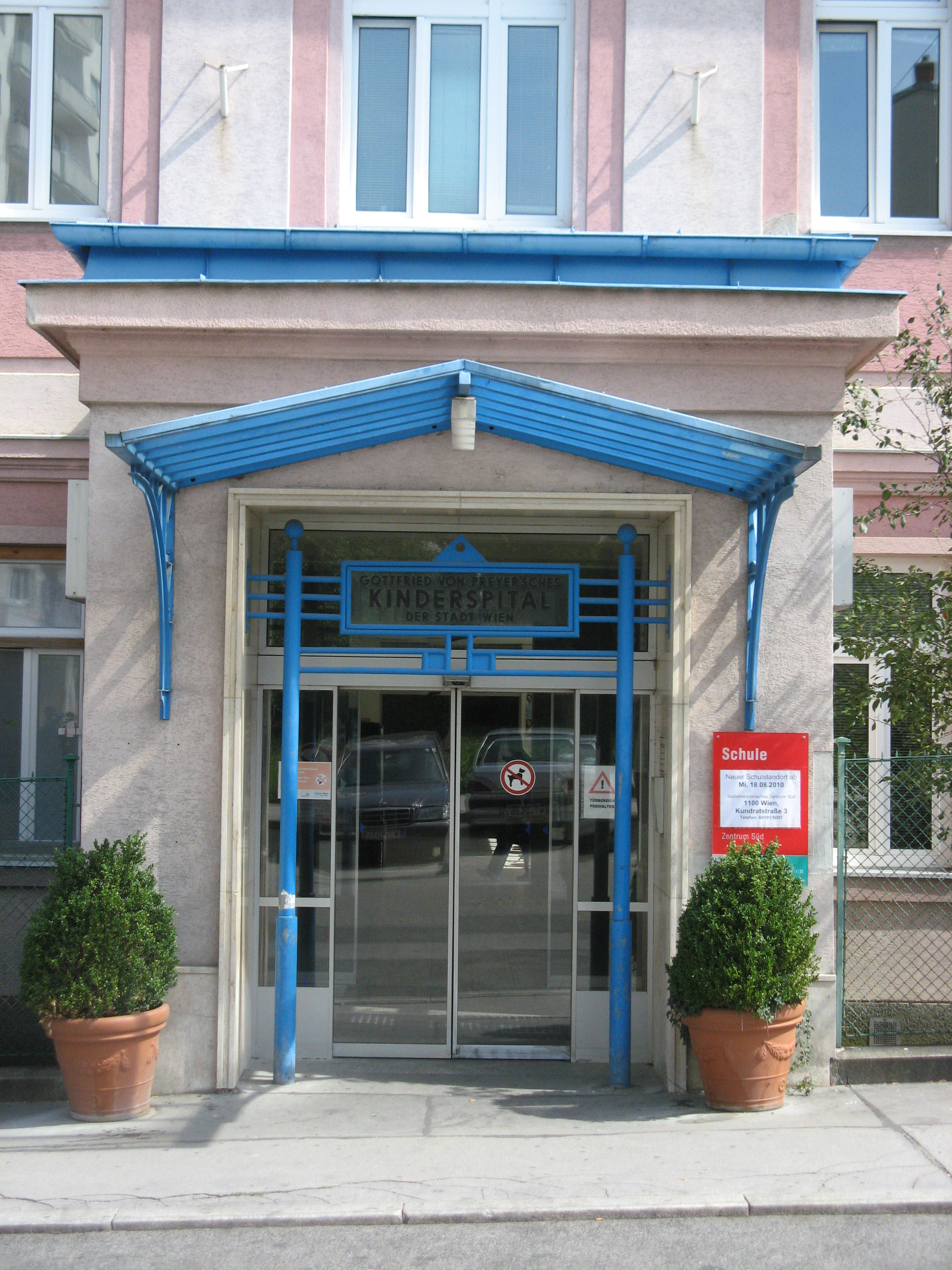
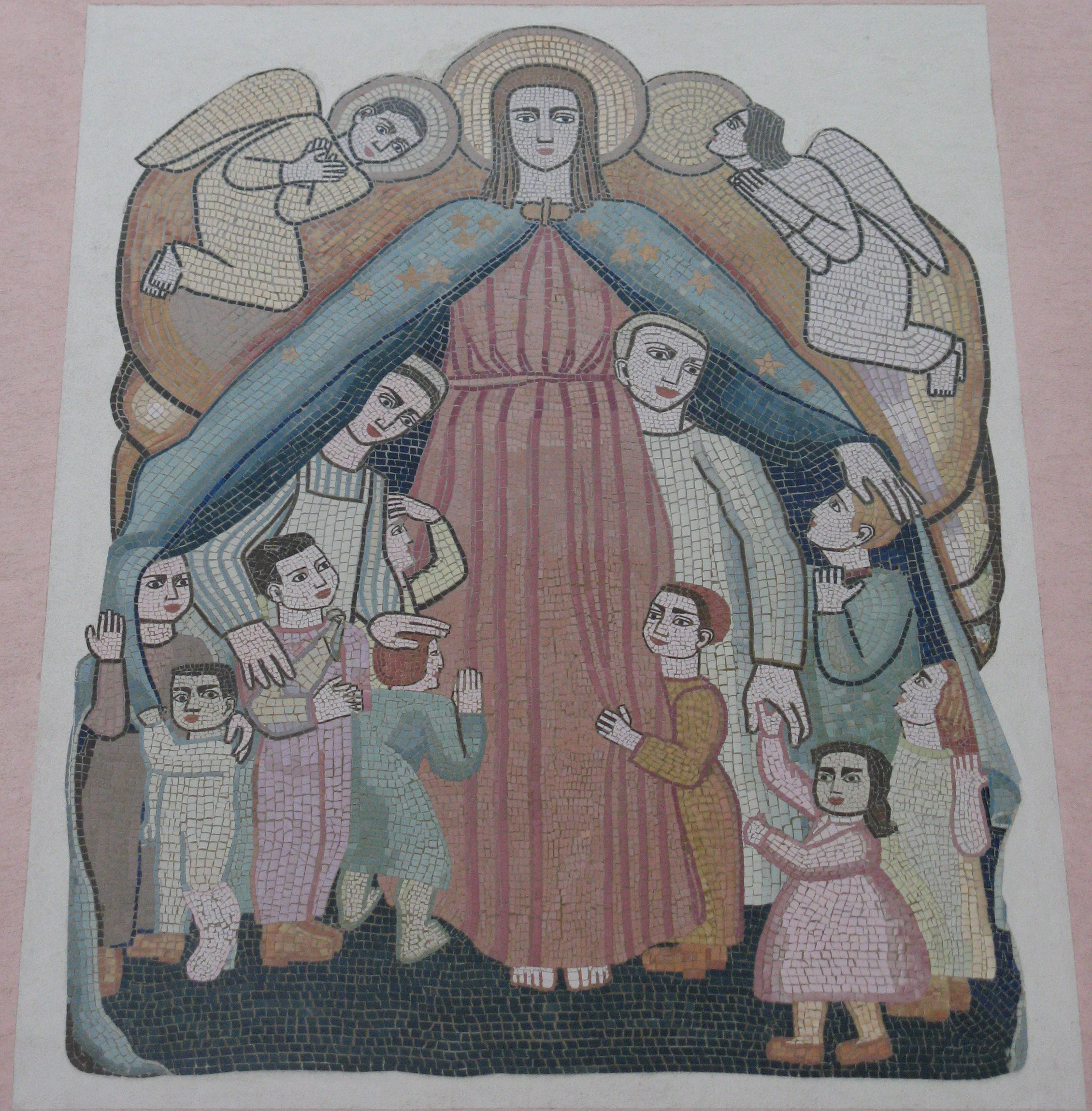

### Nr. 32 Volksschule
Das Volksschulgebäude zwischen Laimäckergasse und Schrankenberggasse wurde 1903 errichtet. Der Ständerbau ist mit späthistoristisch-secessionistischem Dekor versehen.

### Nr. 34 Städtische Wohnhausanlage
Diese große städtische Wohnhausanlage wurde 1960 bis 1964 von dem Architektenteam Bruno Hampel, Walter Hübner, Alexander Kratky, Franz Müllner, Josef Mergenthal, Rudolf Pamlitschka, Erich Schlöss, Josef Schmelzenbart und Robert Weinlich errichtet. Sie besteht aus einem großen zehngeschoßigen Wohnblock entlang der Feuchterslebengasse 67 und elf weiteren kleineren viergeschoßigen Bauten inmitten einer großzügigen Grünanlage, die sich bis zur Laaer-Berg-Straße erstreckt. Die Wohnhausanlage wird in ihrer Mitte von der Laimäckergasse durchquert. Im südlichen Bereich steht eine Bronzeplastik Mädchen von Franz Fischer aus dem Jahr 1965. Bei den Stiegenhauszugängen der Stiegen 1–6 befinden sich keramische Mosaike Erde, Feuer, Luft, Wasser, Gestirne und Mensch von Romulus Candea aus dem Jahr 1963. Bei Stiege 10 befindet sich eine Spielplastik aus Kunststein Hockendes Zirkuspferd, das mit Marmor intarsiert ist, aus dem Jahr 1965.

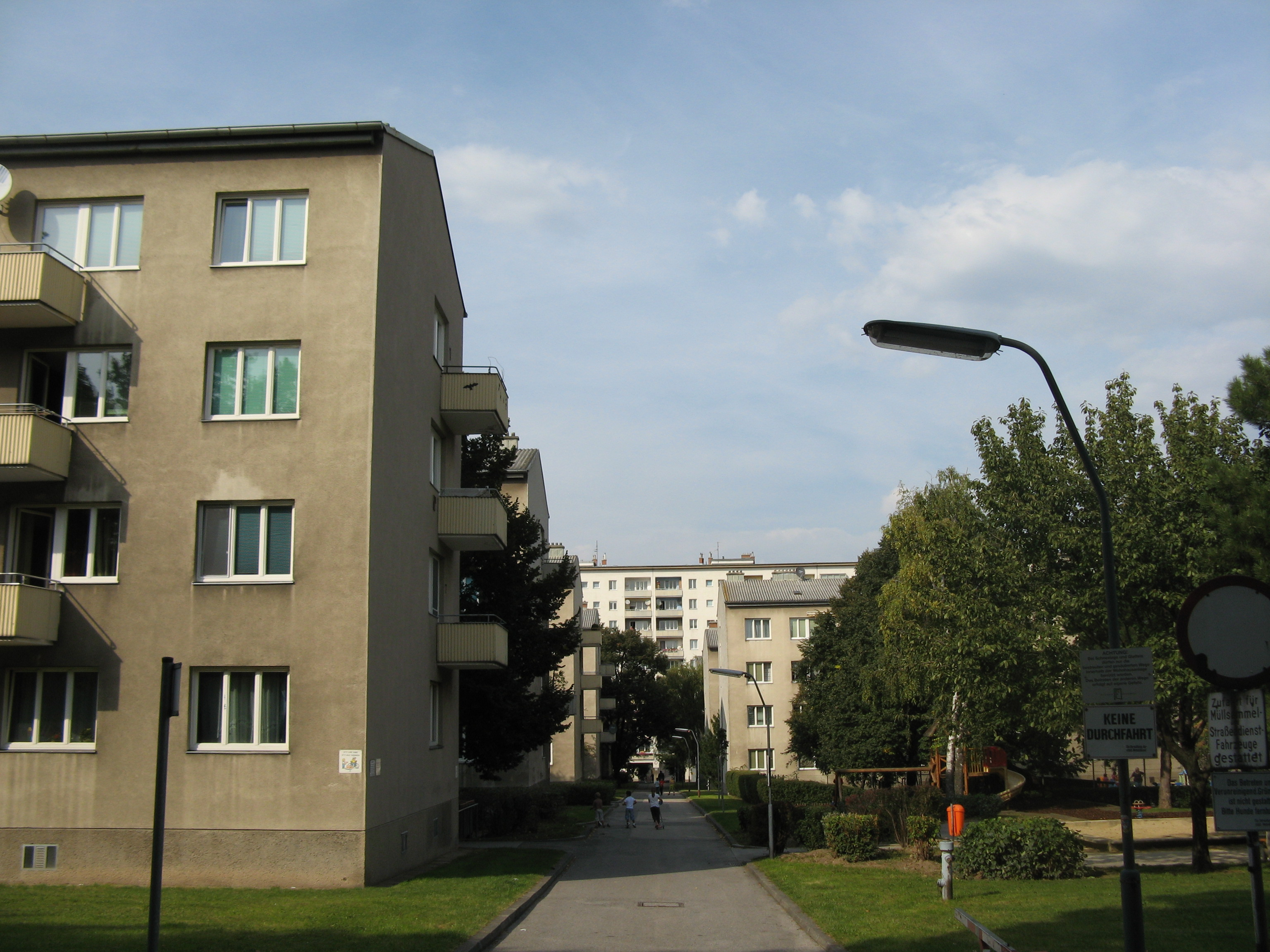
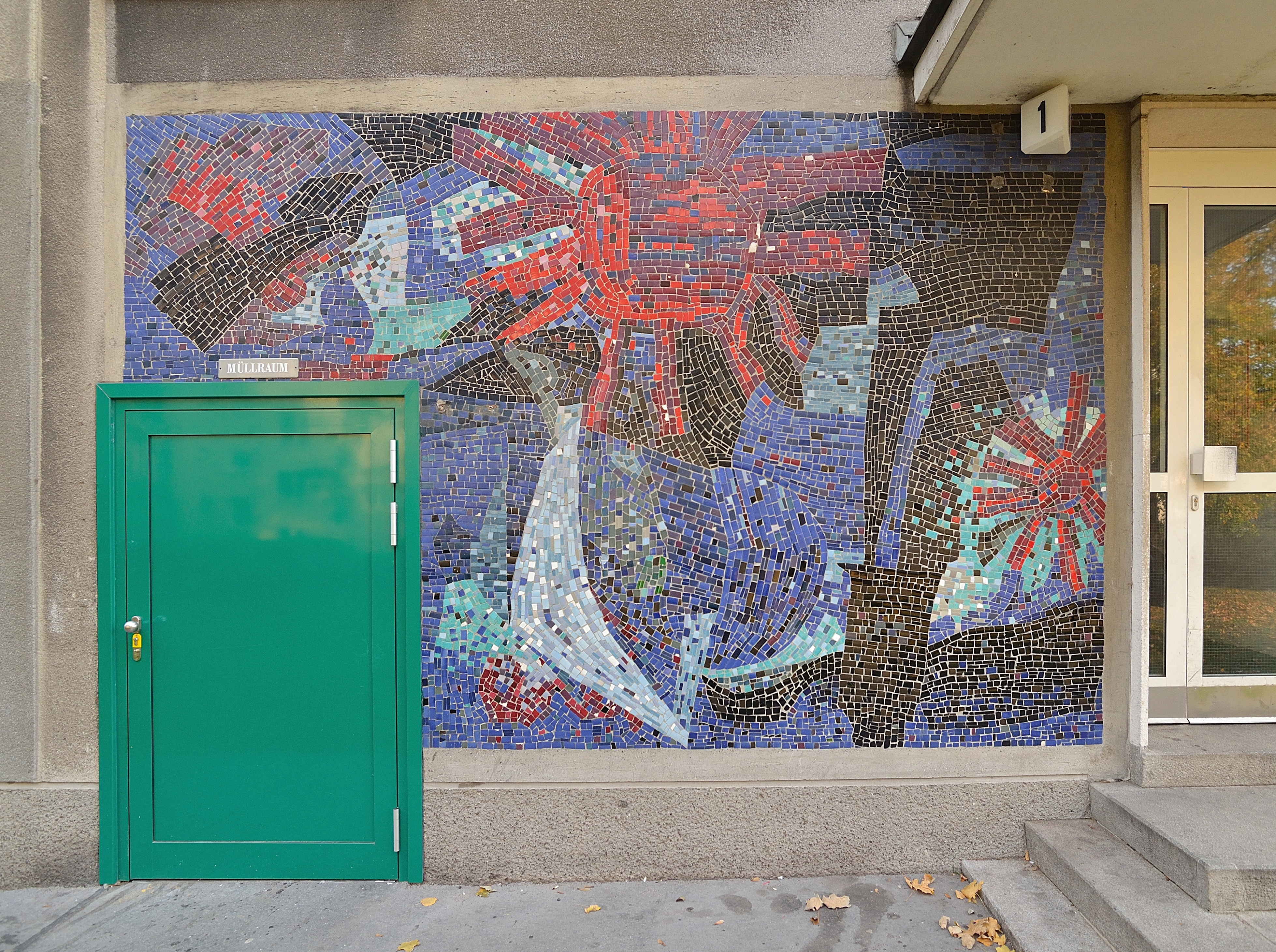
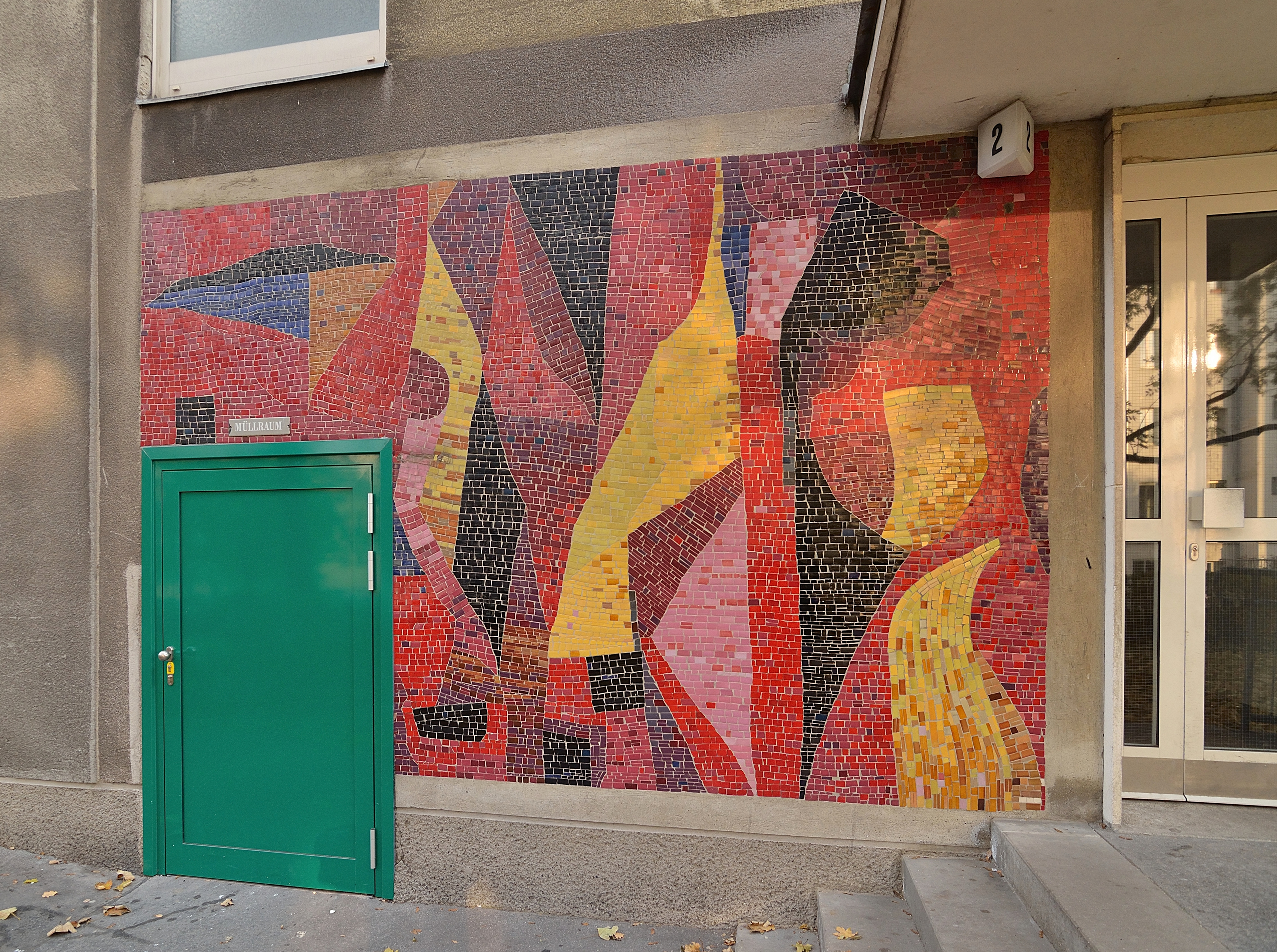
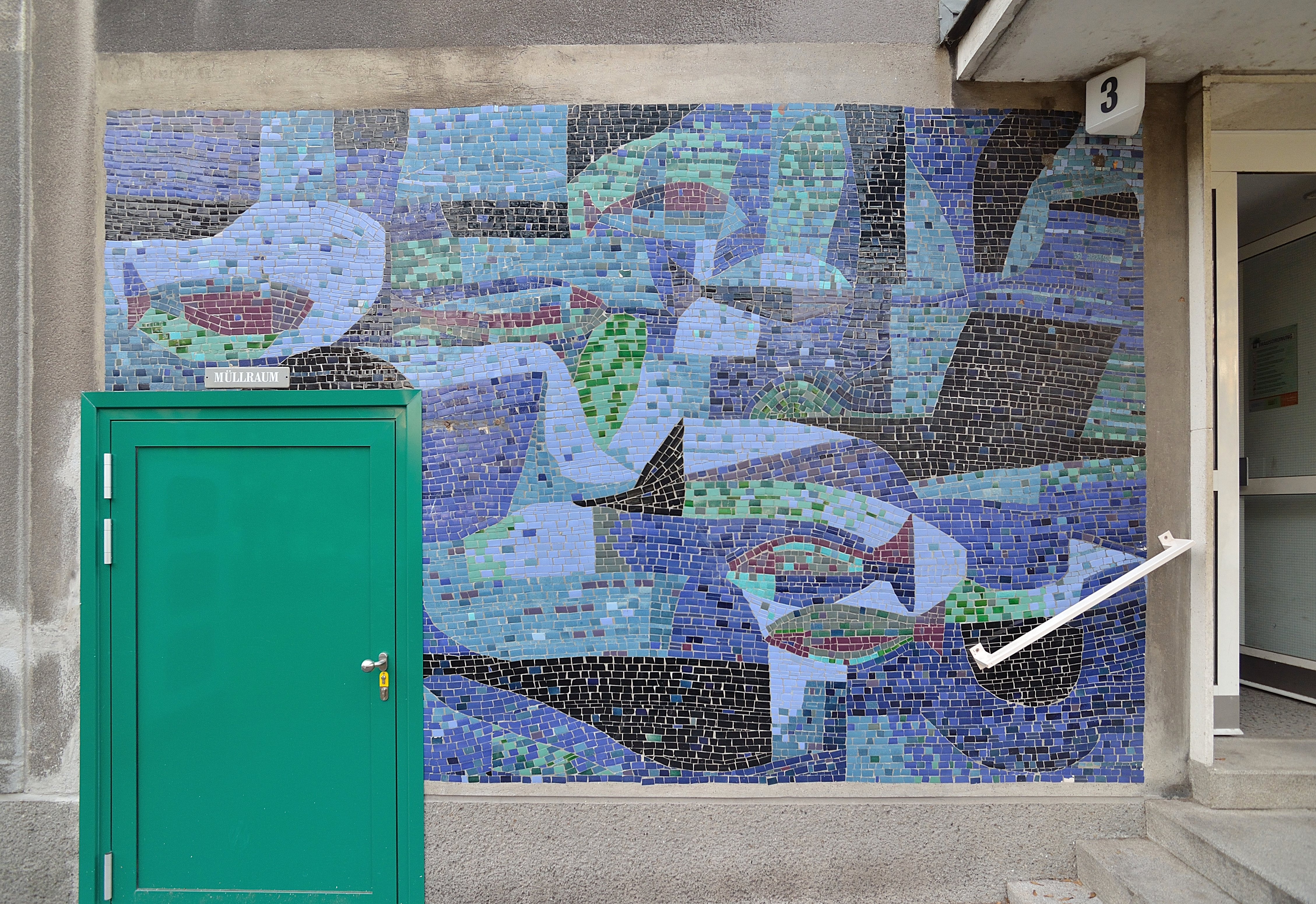
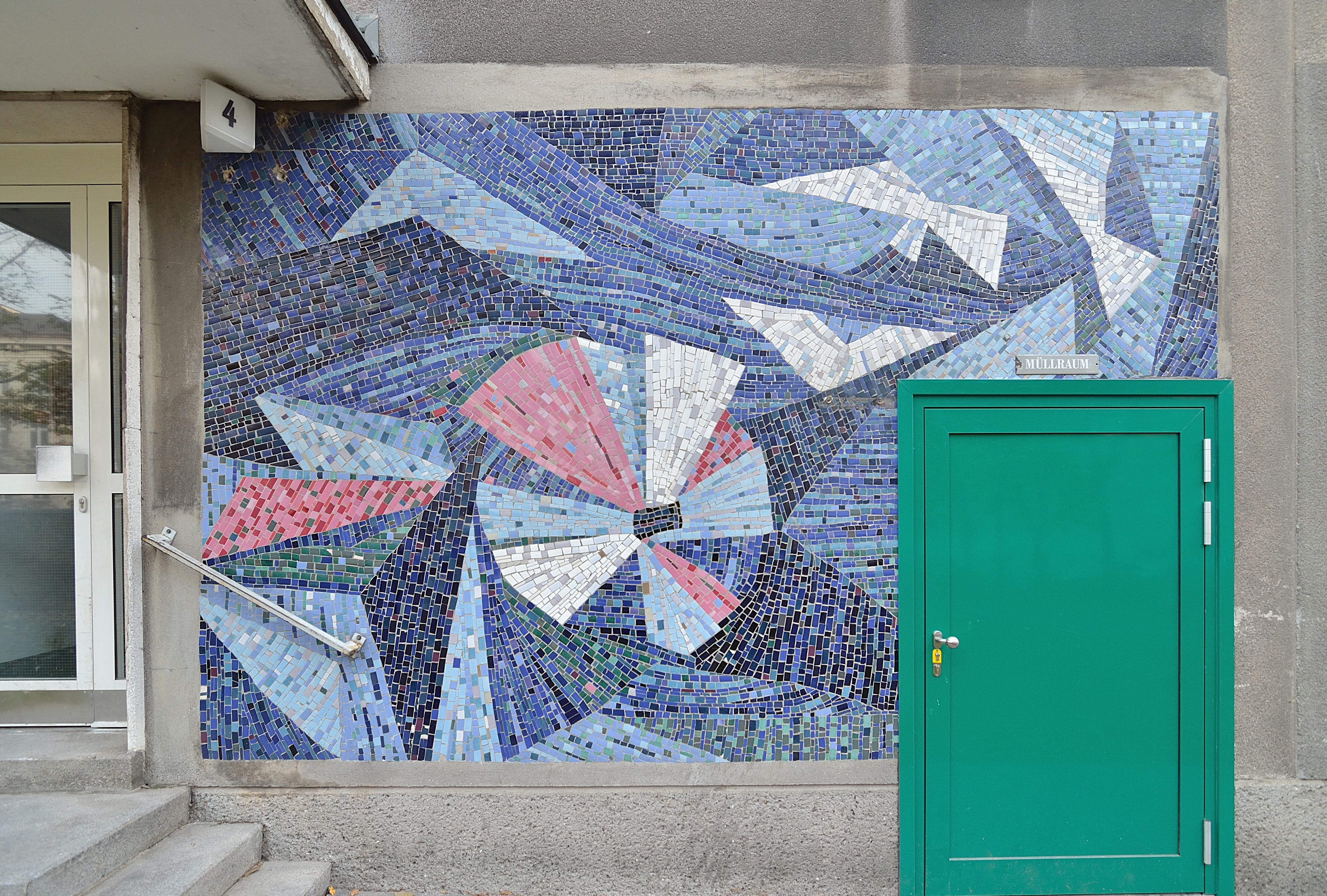
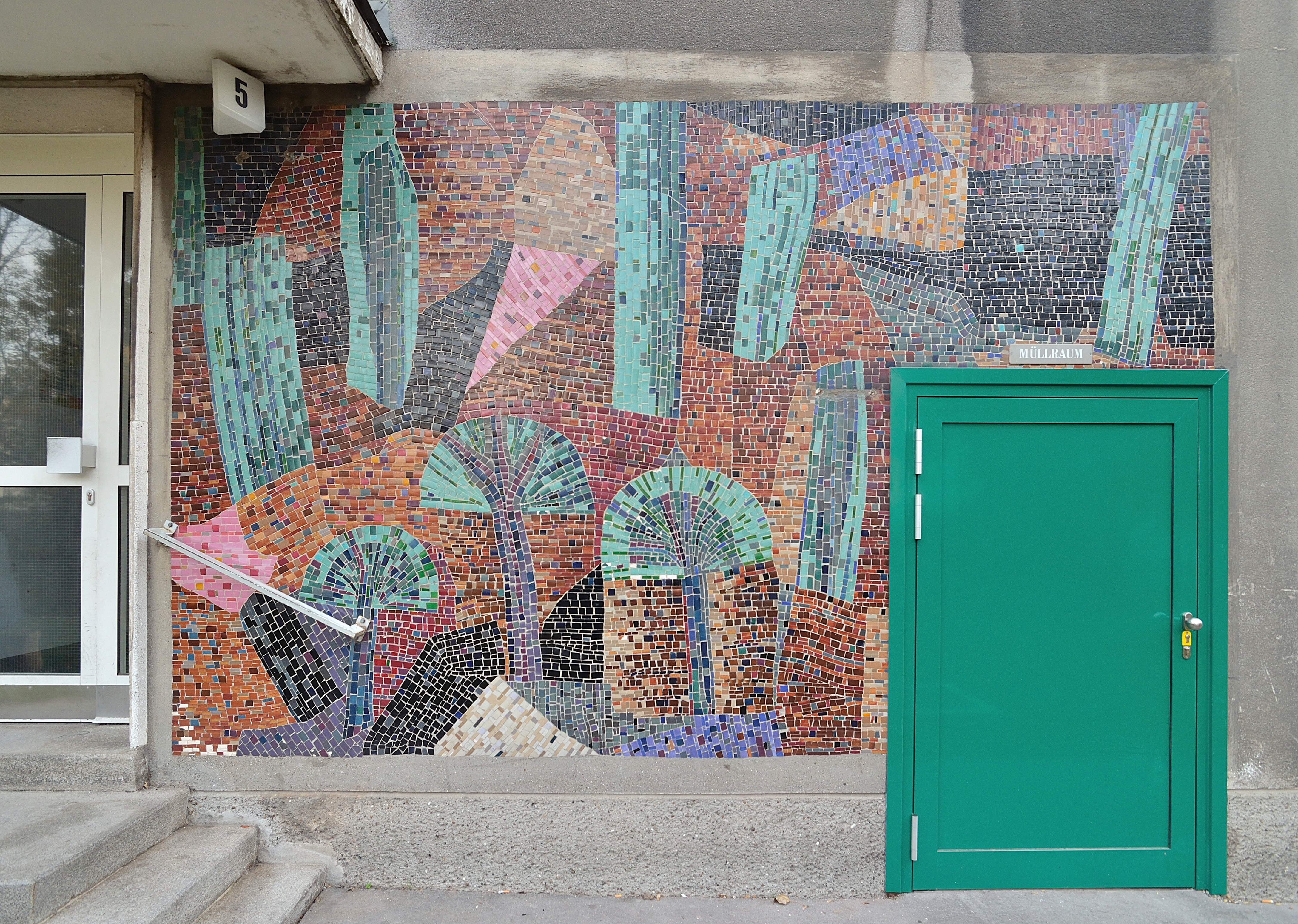
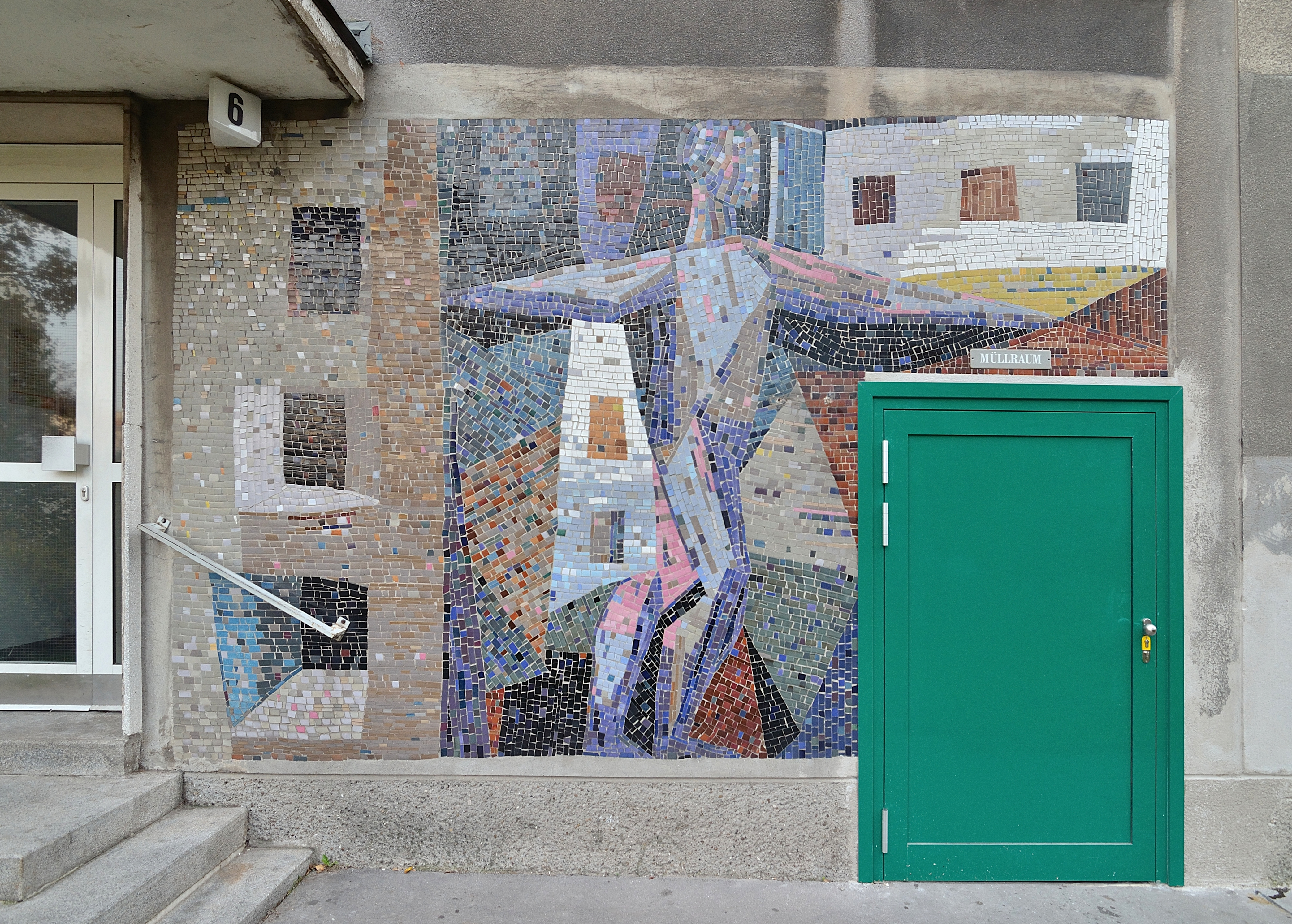
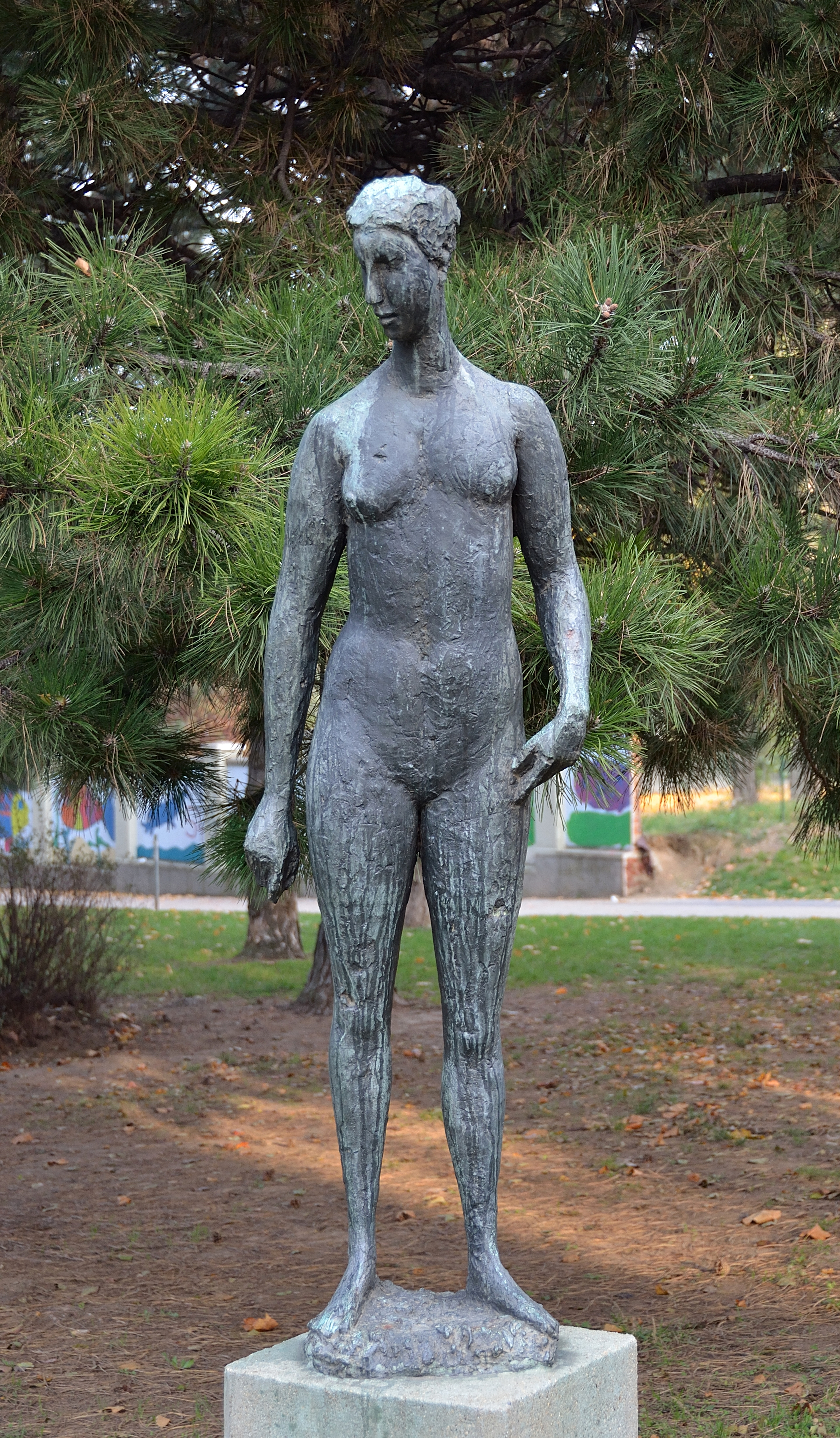